# Meisterschaft von Zürich 1992
Il Meisterschaft von Zürich 1992, settantanovesima edizione della corsa, valevole come ottava prova della Coppa del mondo 1992, si svolse il 23 agosto 1992 su un percorso di 240 km. Venne vinto dal russo Vjačeslav Ekimov al traguardo con il tempo di 6h00'01" alla media di 39,998 km/h.
Alla partenza a Zurigo erano presenti 155 ciclisti, di cui 98 portarono a termine il percorso.

## Ordine d'arrivo (Top 10)
| Pos. | Corridore         | Squadra       | Tempo    |
| ---- | ----------------- | ------------- | -------- |
| 1    | Vjačeslav Ekimov  | Panasonic     | 6h00'01" |
| 2    | Lance Armstrong   | Motorola      | a 15"    |
| 3    | Jan Nevens        | Lotto-Mavic   | s.t.     |
| 4    | Guido Bontempi    | Carrera       | a 35"    |
| 5    | Bruno Leali       | Mercatone Uno | s.t.     |
| 6    | Marc Madiot       | Telekom       | s.t.     |
| 7    | Martin Earley     | PDM-Ultima    | s.t.     |
| 8    | Laurent Jalabert  | ONCE          | a 59"    |
| 9    | Adri Van Der Poel | Tulip Comp.   | s.t.     |
| 10   | Scott Sunderland  | TVM-Sanyo     | s.t.     |